# Biały Kieł (film 1991)
Biały Kieł (ang. White Fang) – amerykański film przygodowy z 1991 w reżyserii Randala Kleisera. Film jest adaptacją powieści Jacka Londona o tym samym tytule.

## Treść
Alaska, druga połowa XIX wieku. Trwa gorączka złota. Jeden z poszukiwaczy złota, Jack, przybywa nad Klondike, by przejąć odziedziczoną po ojcu ziemię zasobną w złoto. W drodze, wraz z przewodnikiem, trafiają do indiańskiej wioski. Spotykają tam Białego Kła – psa z domieszką wilczej krwi. Zwierzę trafia w ręce okrutnego człowieka, który zmusza je do uczestnictwa w walkach psów. Jack ratuje Białego Kła i próbuje go oswoić.

## Główne role
- Ethan Hawke – Jack Conroy
- Klaus Maria Brandauer – Alex Larson
- Seymour Cassel – Śmierdziel
- Susan Hogan – Belinda Casey
- James Remar – Beauty Smith
- Bill Moseley – Luke
- Clint Youngreen – Tinker
- Pius Savage – Grey Beaver
- Suzanne Kent – Heather